# Krokau
Krokau er en by og en kommune i det nordlige Tyskland, beliggende i Amt Probstei i den nordlige del af Kreis Plön. Kreis Plön ligger i den østlige/centrale del af delstaten Slesvig-Holsten.

## Geografi
Krokau er beliggende ved Bundesstraße 502 mellem Kiel og Schönberg , omkring 1 km vest for denne og omkring 6 km syd for Østersøen.